# وزارة نوري السعيد الثالثة عشر
وزارة نوري السعيد الثالثة عشر هي الحكومة العراقية الثانية والخمسون، خلفت هذه الوزارة وزارة نوري السعيد الثانية عشر.
تشكلت الوزارة في 17 كانون الأول 1955 واستمرت إلى 7 حزيران 1957 وتشكلت بعدها وزارة علي جودت الأيوبي الثالثة.

## التشكيلة الوزارية
تكونت الوزارة من الوزراء أدناه:
- رئيس الوزراء: نوري السعيد، وكذلك وزير الدفاع
- نائب رئيس الوزراء: أحمد مختار بابان
- وزير الداخلية: سعيد قزاز
- وزير الخارجية: برهان الدين باش أعيان
- وزير المالية: خليل كنة
- وزير العدلية: عبد الجبار التكرلي
- وزير الاقتصاد: نديم الباجه جي
- وزير الزراعة: رشدي الجلبي
- وزير المواصلات والأشغال العامة: صالح صائب الجبوري
- وزير الصحة: عبد الأمير علاوي
- وزير الإعمار: ضياء جعفر
- وزير المعارف: منير القاضي
- وزير الشؤون الاجتماعية: عبد الرسول الخالصي
- وزراء بلا وزارة:
  - علي الشرقي